# Мэнли, Майкл
Майкл Но́рман Мэ́нли (англ. Michael Norman Manley, 10 декабря 1924, приход Сент-Эндрю, Ямайка — 6 марта 1997, Кингстон, Ямайка) — ямайский политик, премьер-министр Ямайки в (1972—1980 и 1989—1992), сторонник демократического социализма. Один из популярнейших политиков в истории Ямайки.

## Биография
Второй сын в семье известного адвоката, одного из основателей Народной национальной партии и премьер-министра Ямайки Нормана Мэнли и также известной художницы и актрисы Эдны Мэнли.
Учился в элитном Колледже Ямайки, затем служил в Королевских Канадских ВВС во время Второй мировой войны. Во время учёбы в Лондонской школе экономики и политических наук (1945—1949) близко воспринял идеи левого лейборизма. После получения учёной степени год работал журналистом, затем вернулся на Ямайку и работал редактором и колумнистом газеты «Public Opinion». В это же время участвовал в профсоюзном движении, став переговорщиком от Национального союза рабочих. В 1953—1954 — глава профсоюза рабочих тростниковых плантаций; в 1955—1972 — 1-й вице-президент Национального союза рабочих
В 1952 году вступил в Народную национальную партию, в 1969 году избран её президентом. С 1962 года член сената, в 1967—1992 годах — депутат парламента (с перерывом в 1983—1989), с 1969 года лидер парламентской оппозиции.
В 1972 году после победы на парламентских выборах (ННП получила 56,4 % голосов и 37 из 53 мест в парламенте) занял пост премьер-министра. Одновременно в период 1972—1980 годах занимал посты министра внешних сношений, министра обороны, министра экономики, министра по делам Содружества, министра по делам молодёжи, министра национальной мобилизации, министра людских ресурсов, министра информации, министра культуры, министра сельского хозяйства.
Ведя внутреннюю политику с позиций радикальной социал-демократии и «антиимпериализма», ввёл несколько прогрессивных законов, в частности, о минимальной заработной плате, декретном отпуске, о расширении прав профсоюзов, о жилищном строительстве (в 1974—1980 годах было построено свыше 40 тысяч домов), модернизации больниц, программу борьбы с неграмотностью (охватывала 100 тысяч взрослых ежегодно), провёл аграрную и налоговую реформу. Его правительство также создавало рабочие места в общественном секторе и развивало образование (с 1974 года бесплатное, с субсидированием транспорта, питания и униформы для детей из малообеспеченных семей), здравоохранение (ставшее бесплатным, с развитием сети сельских клиник), строительство и сельское хозяйство, а также повысило налоги на добывающую (бокситовую) промышленность, находящуюся в руках иностранных компаний.
В 1976 вновь одержал победу на выборах (ННП получила 56,8 % голосов и 47 из 60 мест в парламенте).
В апреле 1979 года стал первым лидером страны, посетившим СССР с официальным визитом. При нём заметно улучшились отношения Ямайки с Кубой. Вёл активную деятельность в рамках Движения неприсоединения. С 1978 года — заместитель председателя Социнтерна.
Выборы 1980 проходили в обстановке насилия, многочисленных демонстраций и жёсткого противоборства сторон. Считается про в тот период погибло около 1000 человек. 7 октября 1980 года на него и министра национальной безопасности Д. Томпсона было совершено покушение. Оба не пострадали, один из стрелявших был арестован.
30 октября ННП потерпело поражение на очередных выборах от оппозиционной Лейбористской партии Эдварда Сиаги (41,1 % против 58,9 %). С 1980 по 1989 год — снова лидер оппозиции, резко критикующий проамериканский курс нового правительства.
После поддержки правительством американского вооружённого вторжения на Гренаду и посылки туда ямайских воинских подразделений объявил о бойкоте парламентских выборов 1983 года.
На выборах 1989 года возглавляемая им ННП вновь одержала победу, получив 56,6 % голосов. Его новая политика отличалась повышенным вниманием к мелкому и среднему бизнесу, снижению налогов и либерализации экономики страны.
В 1992 году заявил об уходе с поста премьер-министра и лидера ННП по настоянию врачей вследствие тяжёлой болезни, передав оба поста Персивалю Паттерсону.
Умер 6 марта 1997 года от рака простаты. Похоронен в Парке национальных героев рядом с могилой отца.
Автор 7 книг, в том числе «Политика перемен» (1974), «Сражение на периферии» (1982), «Голос места работы: размышления о колониализме и ямайском трудящемся», «Нищета наций» (1991) и получившей международные награды «История крикета в Вест-Индии» (1988) (был большим знатоком и ценителем этой игры).

## Личная жизнь
Был женат 5 раз:
- в 1-м браке — Жаклин Кэммелард (1946—1951 годы), дочь Рэчел
- во 2-м браке — Тельма Верити (1955—1960 годы), сын Джозеф
- в 3-м браке — Барбара Льюэрс (с 1966 года, в 1968 году умерла), дочь Сара
- в 4-м браке — Беверли Андерсон (1972—1990 годы), дочь Наташа, сын Дэвид
- в 5-м браке — Глен Эварт (с 1992 года)[5].